# L'Anse-aux-Canards–Maisons-d'Hiver
L'Anse-aux-Canards–Maisons-d'Hiver (en anglais : Black Duck Brook and Winterhouse) est un district de services locaux de Terre-Neuve-et-Labrador, au Canada. Le village est situé sur la péninsule de Port-au-Port. Elle est peuplée majoritairement de Franco-Terreneuviens.

## Toponymie
|  |

La partie dénommée L'Anse-aux-Canards fait référence à la présence du Canard noir (Anas rubripes en latin, black duck en anglais). Elle doit son nom à la communauté francophone des Franco-Terreneuviens qui vivent encore nombreux dans cette péninsule, officiellement bilingue.

## Géographie
Les localités de L'Anse-aux-Canards-Maisons-d'Hiver sont situées au nord de la péninsule de Port-au-Port, le long du golfe du Saint-Laurent et de la baie de Port-au-Port.

## Histoire
La péninsule compte plusieurs villages anglophones ainsi que la principale communauté acadienne et francophone de la province. C'est en fait le berceau de la francophonie sur l'île de Terre-Neuve, le seul endroit où la population francophone terre-neuvienne est de descendance acadienne ou française depuis plusieurs générations. La communauté acadienne est principalement répartie dans quelques villages de la péninsule de Port-au-Port, notamment Port-au-Port, Cap-Saint-Georges, la Grand'Terre, Grand Jardin, Petit Jardin, Grau, L'Anse-aux-Canards-Maisons-d'Hiver.
La péninsule est considérée comme le seul district bilingue de l’île de Terre-Neuve depuis 1971.

## Peuplement de pêcheurs français
L'établissement des francophones sur la Côte Ouest de Terre-Neuve remonte aux premières décennies du XIXe siècle. La péninsule de Port au Port faisait partie de la «Côte française», ouverte exclusivement aux pêcheurs saisonniers, fréquemment originaires de Saint-Malo. Leur établissement permanent était interdit, au risque d'une expulsion. En 1904, la France abandonne ses droits sur Terre-Neuve. Les pêcheurs restés sur place formèrent alors les communautés de l'Anse-à-Canards, de Maison d'Hiver, de la Grand'Terre et de Cap-Saint-Georges.

## Peuplement des Acadiens
Entre 1820 et 1850, une vague d'immigration acadienne venue du Cap-Breton et des îles de la Madeleine, s'installa d'abord dans la Vallée de Codroy, puis dans la Baie Saint-Georges et enfin sur la péninsule où elle fit souche grâce aux pêcheurs français qui y étaient  établis.